# Distretto di Mirdizia
Il distretto di Mirdizia o di Mirdita (in albanese: Rrethi i Mirditës) era uno dei 36 distretti amministrativi dell'Albania.
La riforma amministrativa del 2015 ha ricompreso il territorio dell'ex distretto nel comune di Mirdizia, di nuova istituzione.

## Geografia antropica

### Suddivisioni amministrative
Il distretto comprendeva 2 comuni urbani e 5 comuni rurali.

#### Comuni urbani
- Rrëshen
- Rubik

#### Comuni rurali
- Fan (Fanë)
- Kaçinar
- Kthellë (Kthjelle)
- Orosh
- Selitë (Selite)